# Cal Blinco
Cal Blinco és una obra gòtica de Castell d'Aro, Platja d'Aro i s'Agaró (Baix Empordà) protegida com a Bé Cultural d'Interès Local.

## Descripció
Petita construcció ocupa l'espai entre el C/Major, la Plaça de la Creu i el C/del Sol. Està formada per dos volumns: un amb forma puntxeguda que dona a la confluència entre el C/Major i el C/Sol, amb una paret exterior corba i coberta amb teulada d'una vessant; l'altre de planta baixa i dues plantes pis amb coberta a dues aïgues. Les obertures de la façana tenen brancals, llindes i ampits de pedra tallada i el portal està format per un arc de mig punt adovellat.